# Carcassa

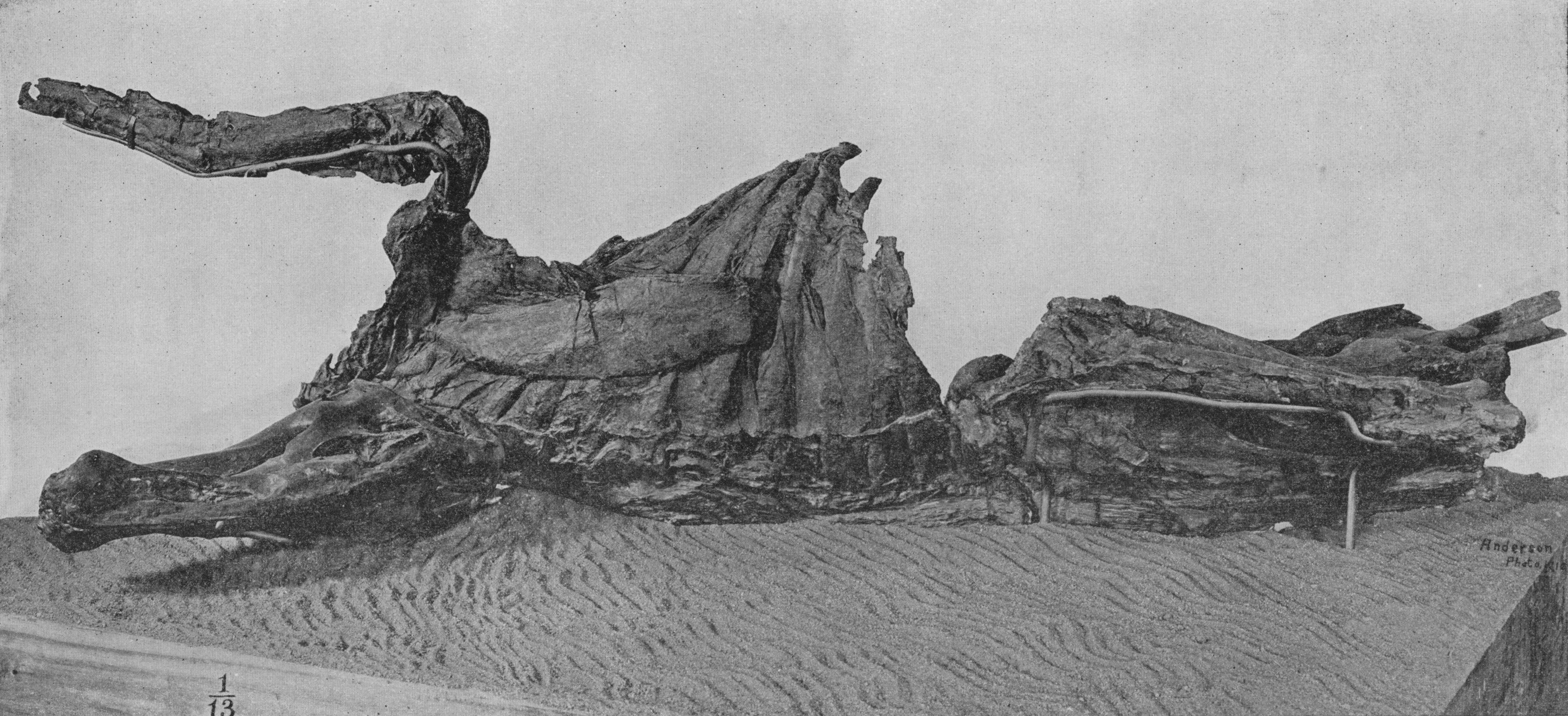
Carcassa fossilizzata di un dinosauro del genere Edmontosaurus

La carcassa è il corpo di un animale morto. Qualora si trovi in stato di putrefazione è detto carogna.
Lo studio delle modificazioni post mortem del corpo di un animale ricade nell'ambito della diagnostica cadaverica veterinaria, materia di specializzazione di medicina veterinaria.
In paleontologia lo studio delle carcasse fossilizzate di animali costituisce parte della analisi delle tanatocenosi, in particolare si ricercano tracce di predazione, e viene studiata la postura dell'animale per comprenderne le cause di morte.